# Austrohancockia kwangtungensis
Austrohancockia kwangtungensis är en insektsart som först beskrevs av Tinkham 1936.  Austrohancockia kwangtungensis ingår i släktet Austrohancockia och familjen torngräshoppor. Inga underarter finns listade i Catalogue of Life.